# Intel 1103
El Intel 1103 es el primer chip de memoria dinámica de acceso aleatorio conocido, y esta ampliamente reconocido como el chip que reemplazó a la memoria de núcleos magnéticos. Aunque los primeros chips se fabricaron en octubre de 1970, el rendimiento durante su fabricación fue bajo inicialmente, el 1103 no tuvo una disponibilidad comercial amplia hasta mediados de 1971 cuando fue integrado en los nuevos sistemas diseñados por las grandes empresas del momento como Motorola, Fairchild, National y Signetics.

## Desarrollo
En 1969, William Regitz y sus colegas en Honeywell inventaron una celda de memoria dinámica usando tres transistores y comenzaron a sondear la industria de semiconductores en busca de un fabricante. La recién fundada Corporación Intel aceptó desarrollar y fabricar un chip de 1024 bits diseñado por Joel Karp y William Regitz. La primera versión fue el i1102, pero aunque se consiguieron producir algunos prototipos funcionales, debido a numerosos problemas de diseño, el i1102 no llegó a comercializarse. Leslie Vadaz y Joel Karp diseñaron la versión preliminar del i1103 y el encargado del diseño final fue Bob Abbott. El producto final salió por primera vez al mercado en 1970. Inicialmente el rendimiento de producción fue extremadamente bajo. De media se obtenían tan solo dos chips funcionales por cada oblea. John Reed, el ingeniero de producción, tuvo que realizar un gran número de revisiones al producto antes de empezar a obtener rendimientos de producción y funcionamiento aceptables.

## Impacto económico
El i1103 fue el primer chip de memoria dinámica de acceso aleatorio y comercialmente fue un éxito. Gracias a su relativamente bajo precio el i1103 fue adoptado por la mayoría de fabricantes y reemplazó rápidamente a las memorias de núcleo magnético en multitud de aplicaciones. En 1971, un año después de que saliera por primera vez al mercado las grandes empresas del momento como Motorola, Fairchild, National y Signetics ya integraban el i1103 en sus nuevos diseños. Intel realizó una campaña de marketing en la que aseguraba que las memorias de núcleo magnético habían perdido la guerra contra su nuevo chip. En junio de 1971 Intel ya había vendido 52.000 memorias i1103 y a finales de 1972 el i1103 era utilizado por 14 de los 18 fabricantes de computadoras del momento en Estados Unidos, Europa y Japón y se convirtió en el chip con mayor volumen de ventas. Intel utilizó estos ingresos para aumentar su capacidad de producción y en el año 1974 Electronic News estimó que Intel controlaba el 70% del mercado del 1103. Los únicos competidores eran Microsystems internationa limited, que había licenciado el proceso de diseño en silicio a Intel por dos millones de dólares y American Microsystems que se estimaba controlaba el 20% del mercado. Intel fue capaz de mantener su posición dominante de mercado en la fabricación del 1103 y en el año 1983 alcanzó un millardo de dólares en ventas.

## Especificaciones técnicas
| tRWC            | 580 ns   | Tiempo para ciclo de lectura o escritura aleatoria (desde un borde de precarga +ve hasta el siguiente) |
| tPO             | 300 ns   | Tiempo de acceso: Desde precarga alto hasta salida válida de datos                                     |
| tREF            | 2 ms     | Tiempo de refresco de memoria                                                                          |
| VCC             | 16 V     | Voltage de alimentación                                                                                |
| p-MOS           | 10 µm    | Proceso de producción (compuerta de silicio MOSFET)                                                    |
| Capacidad       | 1024x1   | Capacidad x ancho del bus                                                                              |
| encapsulado DIP | 18 pines | Encapsulado de plástico de 18 pines                                                                    |